# 3245 Jensch
3245 Jensch (1973 UL5) là một tiểu hành tinh vành đai chính được phát hiện ngày 27 tháng 10 năm 1973 bởi K. Kirsch và Freimut Börngen ở Tautenburg.